# Real peruano
El real fue la moneda del Perú hasta 1863. Dieciséis reales de plata equivalían a un escudo de oro. La moneda de plata de ocho reales fue también conocida como peso. 

## Historia
Inicialmente, la moneda en curso en el Perú fue el real español, reemplazado por el real peruano después de la consolidación de la independencia en 1826, aunque las primeras emisiones de la República del Perú se hicieron en 1822. El real fue reemplazado en 1863 por el sol, a una tasa de diez reales por sol.[cita requerida]

## Monedas

### Provisionales
En 1822, se pusieron en circulación monedas provisionales a nombre de la República del Perú en denominaciones de un 1/4 real, un octavo y un cuarto de peso (equivalentes a uno y dos reales respectivamente) y ocho reales. Excepto por los ocho reales de plata, estas monedas eran de cobre.
| Monedas                   | Anverso | Reverso | Años de acuñación | Material | Diámetro | Peso   |
| ------------------------- | ------- | ------- | ----------------- | -------- | -------- | ------ |
| 1/4 real                  |         |         | 1822              | Cobre    | 17 mm    | 1,5 g  |
| Octavo de Peso (1 real)   |         |         | 1823              | Cobre    | 28 mm    | 11,5 g |
| Cuarto de Peso (2 reales) |         |         | 1823              | Cobre    | 21 mm    | 5 g    |
| 8 reales (1 peso)         |         |         | 1822-1823         | Plata    | 39 mm    | 25 g   |

### República del Perú
Las monedas de curso legal del real se emitieron en las mismas denominaciones que la época virreinal (1/4, 1/2, 1, 2 y 8 reales; 1/2, 1, 2 y 8 escudos). En 1856, cesó totalmente la producción de moneda

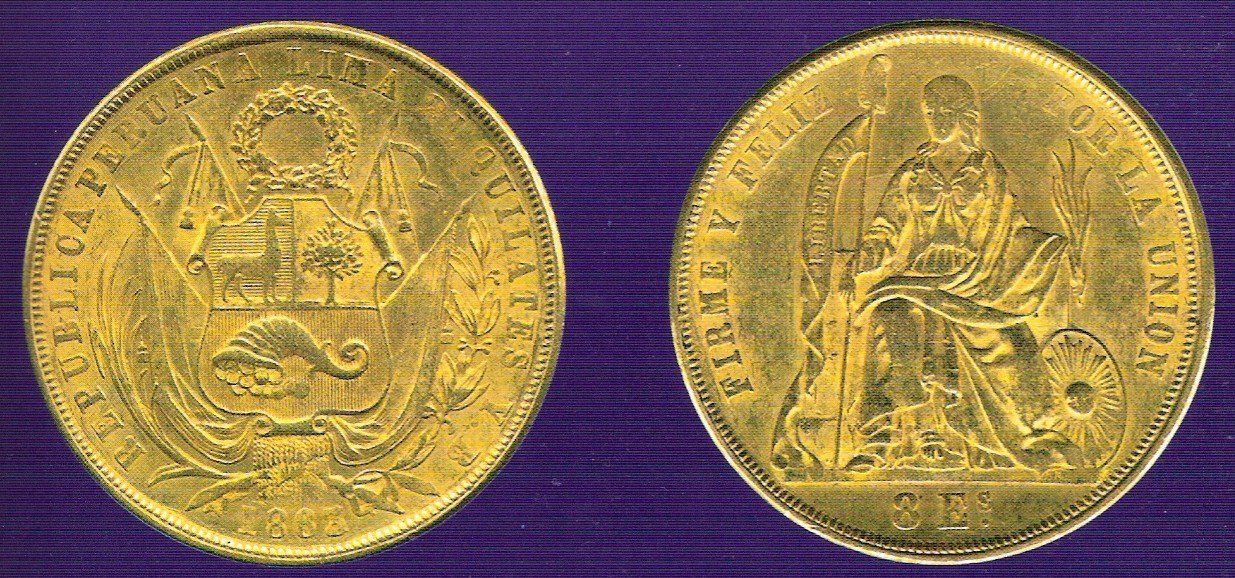
8 escudos de oro. A la izquierda: Reverso con el escudo de armas del Perú. Derecha: Anverso con una mujer sobre la denominación 8E.

### Confederación Perú-Boliviana
Durante el período 1836-1839, cuando Perú formaba parte de la confederación Perú-Boliviana, ambos estados y luego las repúblicas del norte y del sur del Perú emitieron sus propias monedas. El norte del Perú emitió medio, uno y ocho reales, y medio, uno, dos, cuatro y ocho escudos, mientras que en el sur se acuñaron medio, dos, cuatro y ocho reales, y medio, uno y ocho escudos.

### Transicionales
En 1858 se introdujeron monedas más pequeñas de 1/2 real, junto con cincuenta centavos y cincuenta céntimos; luego veinticinco centavos, un nuevo diseño de 1/2 real y un real en 1859. Las monedas rediseñadas de cuatro y ocho reales se acuñaron en 1862 y 1863. El sistema decimal se introdujo en 1863.

## Billetes

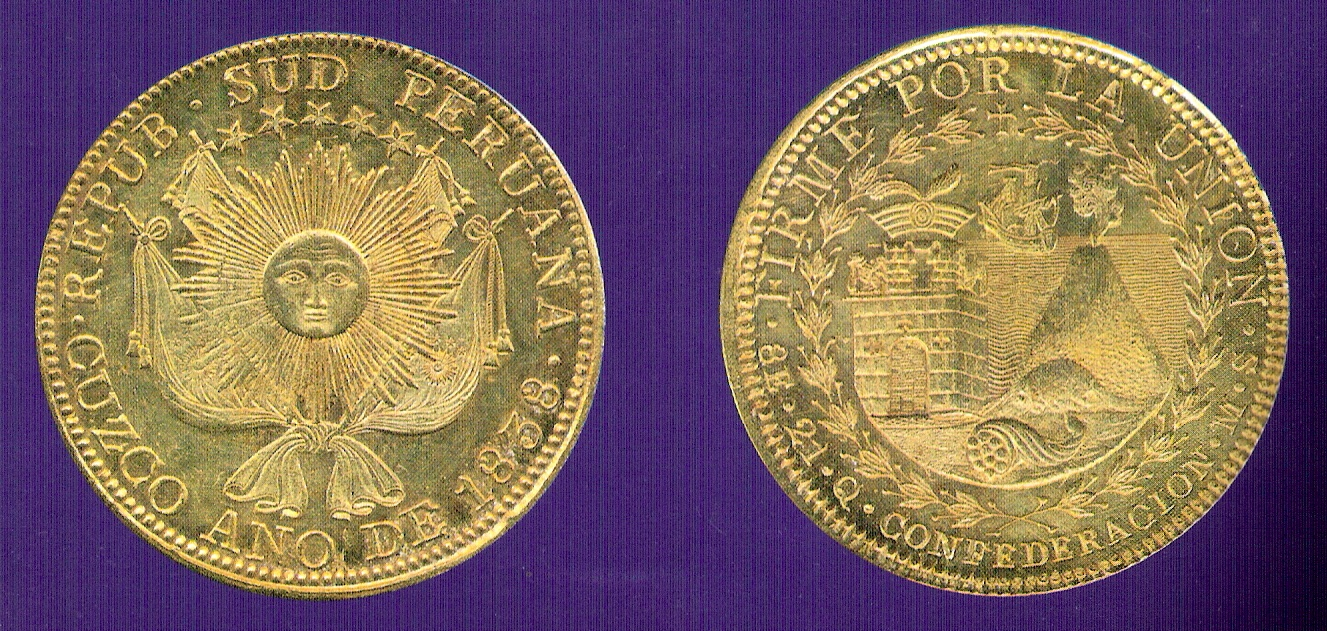
Moneda de oro de 8 escudos del Estado Sud-peruano: A la izquierda: Reverso con escudo de armas de la Confederación Peruano-boliviana. Derecha: Anverso con la imagen de Sacsayhuamán, la denominación 8E y el lema del Estado: "Firme por la Unión".

### Banco auxiliar de papel moneda
Bajo el protectorado del general José de San Martín el 14 de diciembre de 1821, se creó el Banco Emisión, más conocido como el Banco de la Emancipación. Comenzó a funcionar el 7 de febrero de 1822, pero cerró sus puertas por un decreto del presidente José de la Riva Agüero el 4 de junio de 1823. El banco emitió billetes de dos y cuatro reales y un peso (equivalente a ocho reales).
| Billetes      | Imagen |
| ------------- | ------ |
| Dos reales    |        |
| Cuatro reales |        |
| Un peso       |        |

### Bancos privados

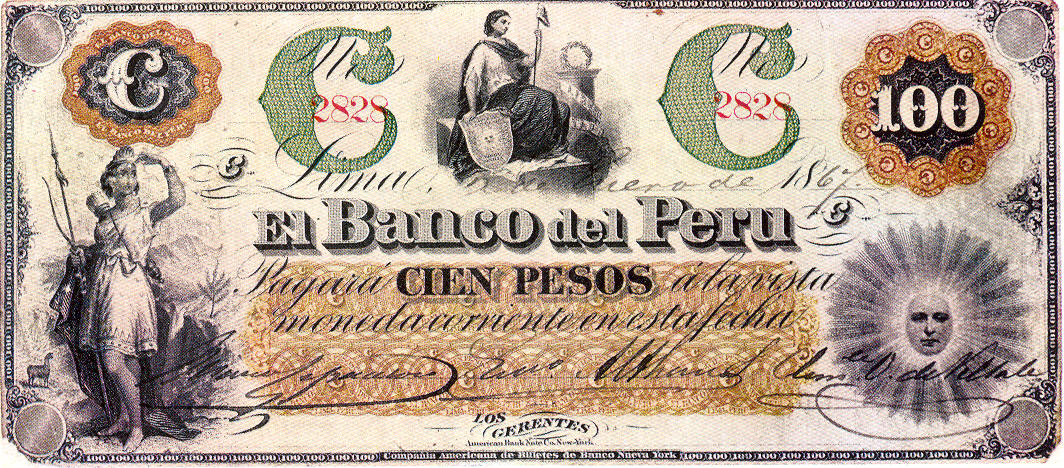
Billete de 100 pesos del Banco del Perú, puesto en circulación en 1863 y retirado del mercado en 1864.

El primer banco privado de Perú fue el Banco La Providencia, fundado en septiembre de 1862. Entre julio de 1863 y 1866, se emitieron billetes por cinco, diez, veinticinco, cincuenta, cien, doscientos y quinientos pesos. Después de 1867, los billetes de veinticinco y cien pesos fueron intercambiados por veinte y ochenta soles respectivamente.
El Banco del Perú, establecido el 23 de mayo de 1863 emitió desde agosto del mismo año billetes de cinco, diez, cien y qunientos pesos. En 1867, empezó a emitir billetes denominados en soles.
El London and South American Bank (conocido más tarde como el London Bank of Mexico and South America) fue un banco británico fundado en Londres en 1863, que abrió su primera filial en Lima en agosto de 1863. Fue el banco principal en Sudamérica y emitió billetes de cinco, veinticinco, cien y mil pesos.